# فرودگاه دیک فیشر
فرودگاه دیک فیشر (به انگلیسی: Dick Fisher Airport) یک فرودگاه خصوصی است که یک باند فرود چمن دارد و طول باند آن ۲۴۳ متر است. این فرودگاه در شهر گاستن، اورگن کشور ایالات متحده آمریکا قرار دارد و در ارتفاع ۹۱ متری از سطح دریا واقع شده‌است.